# Pino Daniele

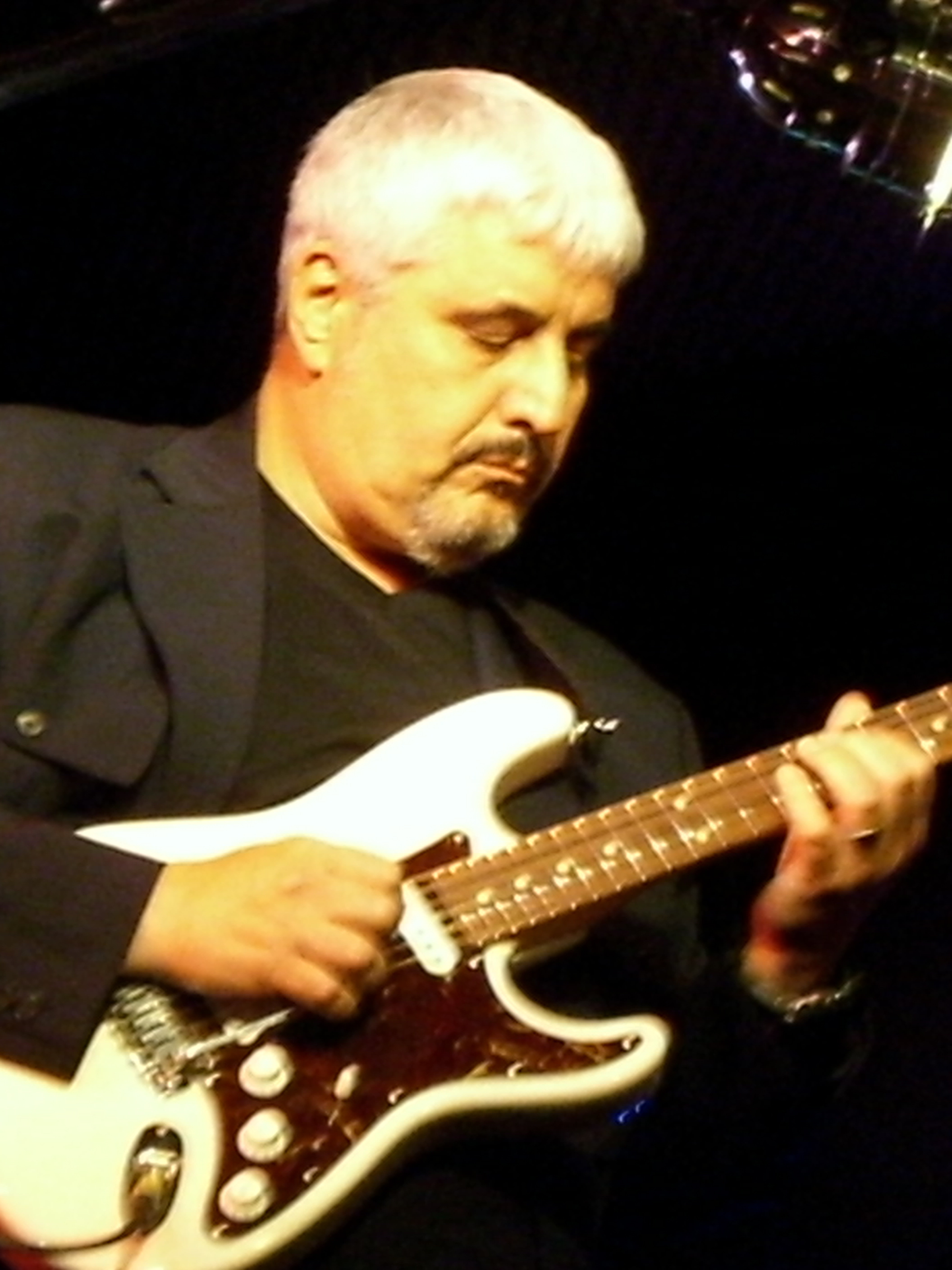
Pino Daniele

Pino Daniele (Napels, 19 maart 1955 – Rome, 4 januari 2015) was een Italiaanse muzikant, componist en zanger.
Zijn popmuziek heeft blues- en jazzinvloeden met hier en daar uitstapjes naar rap en wereldmuziek. Daniele zong voornamelijk in het Italiaans en soms in het Napolitaans, de taal van zijn geboortestad Napels. Zijn carrière overspande ruim vijfendertig jaar en heeft hem tot een van de grootste Italiaanse popartiesten gemaakt. Hij werkte in het verleden samen met internationaal bekende musici als de jazzpianist Chick Corea, de folk- en soulzanger Richie Havens en Eric Clapton.

## Discografie
- 1977 · Terra mia
- 1979 · Pino Daniele
- 1980 · Nero a metà
- 1981 · Vai mò
- 1987 · Bonne soirée
- 1988 · Schizzichea with love
- 1989 · Mascalzone latino
- 1991 · Un uomo in blues
- 1991 · Sotto 'o sole
- 1993 · Che Dio ti benedica
- 1995 · Non calpestare i fiori nel deserto
- 1997 · Dimmi cosa succede sulla terra 1
- 1999 · Come un gelato all'equatore
- 2001 · Medina
- 2002 · Concerto
- 2004 · Passi d'autore
- 2007 · Il mio nome è Pino Daniele e vivo qui
- 2009 · Electric Jam
- 2010 · Boogie boogie man
- 2012 · La Grande Madre